# Liste der Monuments historiques in Benfeld
Die Liste der Monuments historiques in Benfeld führt die Monuments historiques in der französischen Gemeinde Benfeld auf.

## Liste der Bauwerke
| Bezeichnung                | Beschreibung | Standort                           | Kennzeichnung | Schutzstatus | Datum | Bild           |
| -------------------------- | --- | ---------------------------------- | ------------- | ------------ | ----- | -------------- |
| Bischöfliches Schloss      | Renaissanceportal | 3, rue du Château (Lage)           | PA00084603    | Inscrit      | 1988  |                |
| Châtelet                   | Fassaden mit Erkern, Bedachung, Intarsienparkett | 10, rue du Châtelet (Lage)         | PA00085277    | Inscrit      | 1990  | weitere Bilder |
| Fundplatz Benfeld          | archäologischer Fundplatz | Ehl Raessler (Lage)                | PA00084609    | Inscrit      | 1976  |                |
| Haus                       | Fassade, Treppe mit Tor | 4, rue du Général-de-Gaulle (Lage) | PA00084607    | Inscrit      | 1929  | weitere Bilder |
| Hospital                   | Fassaden zur Straße und zum Hof, eingebauter Grabstein, Eingangshalle | 1, rue de l'Hôpital (Lage)         | PA00084604    | Inscrit      | 1929  | weitere Bilder |
| Pferdepoststation          | Umfassungsmauer mit Vorbauten und Fußgängertor, Fassaden und Bedachungen des Corps de Logis ohne Veranda, Balustertreppe, Speisesaal mit Plafond und Kamin, Fassaden und Bedachungen der Nebengebäude und des Gartenhäuschens | 2, avenue de la Gare (Lage)        | PA00084608    | Inscrit      | 1986  | weitere Bilder |
| Rathaus                    | Fassaden mit Turm, Bedachungen | Place de la Mairie (Lage)          | PA00084605    | Inscrit      | 1929  | weitere Bilder |
| Synagoge                   | Synagoge | Rue de la Dîme (Lage)              | PA00084610    | Inscrit      | 1984  |                |
| Tabakfermentierungszentrum | Fassaden, Bedachungen | Rue du Château (Lage)              | PA00084602    | Inscrit      | 1988  | weitere Bilder |
| Haus                       | Fassaden, Bedachung, Treppenturm, Türgewände | 12, rue Clemenceau (Lage)          | PA00084606    | Inscrit      | 1988  | weitere Bilder |

## Liste der Objekte
| Bezeichnung        | Beschreibung                                                                                 | Standort               | Kennzeichnung | Schutzstatus | Datum | Bild |
| ------------------ | -------------------------------------------------------------------------------------------- | ---------------------- | ------------- | ------------ | ----- | ---- |
| Hochzeitsbaldachin | Holz, farbig gefasst und vergoldet, Textilien und Federn, zweite Hälfte des 19. Jahrhunderts | in der Synagoge (Lage) | PM67001454    | Inscrit      | 2001  |      |
| Opferstock         | Gusseisen, bemalt, Ende des 19. Jahrhunderts                                                 | in der Synagoge (Lage) | PM67001453    | Inscrit      | 2001  |      |